# Go-Kart Mozart
Go-Kart Mozart is een in 1998 opgerichte Britse indiepopband uit Birmingham. Go-Kart Mozart werd geformeerd door Lawrence, eerder bij de bands Felt en Denim. Lawrence formeerde de band als reactie op zijn eerdere gebrek aan commercieel succes. Hij noemde het de eerste B-kant-band ter wereld. De naam is afkomstig van een regel in de song Blinded by the Light van Bruce Springsteen.

## Bezetting
- Lawrence[2]
- Terry Miles
- Rusty Stone
- Tony Barber
- Ralph Phillips

## Geschiedenis
In 1999 bracht Go-Kart Mozart hun debuutalbum Instant Wigwam and Igloo Mixture uit, dat werd uitgebracht bij West Midlands Records, een sublabel van Cherry Red Records. In 2005 volgde bij hetzelfde label Tearing Up the Album Chart. New World in the Morning, een cover van de Roger Whittaker-song, werd speciaal uitgebracht op Record Store Day (april 2012) en was een zelfstandige single, die ook werd gebracht in de film Lawrence of Belgravia. Deze werd gevolgd door het album On the Hot Dogs Streets, dat werd uitgebracht in juni 2012. Het album bevatte songs van het niet-uitgebrachte Denim-album Denim Take Over, evenals meerdere nieuwe composities.
De opname Mozart's Mini-Mart was bedoeld om On the Hot Dog Streets op te volgen, aanvankelijk als een begeleidend mini-album. Eind 2013 kondigde Cherry Red Records intenties daarvoor aan voor een nieuw te verschijnen album in 2014. In november 2017 kondigde het label als nieuwe datum 23 februari 2018 aan voor een publicatie, naast een nieuwe muziekvideo voor When Youre Depressed.
In februari 2018 maakte Lawrence bekend, dat de bandnaam zou worden gewijzigd naar Mozart Estate, gevolgd door het uitbrengen van het mini-album Poundland and the Possibilities of Modern Shopping. Hij legde uit dat de naam Go-Kart Mozart niet meer bijdetijds klonk. Lawrence bevestigde ook plannen te hebben voor een nieuw op te nemen versie van Tearing Up the Album Chart, genaamd Renovating the Album Charts.

## Discografie
Singles 
- 2000: We're Selfish & Lazy & Greedy
- 2012: New World in the Morning

 Studioalbums 
- 1999: Instant Wigwam and Igloo Mixture
- 2005: Tearing Up the Album Chart
- 2012: On the Hot Dog Streets
- 2018: Mozart's Mini-Mart
- ????: Poundland and the Possibilities of Modern Shopping

 Remasters 
- Renovating the Album Chart